# 后颌鰧
后颌鰧（学名：Opistognathus castelnaui），又名卡氏後頜魚、卡氏後頜鰧、後頜鱚、狗旗仔，为后颌鰧科后颌鰧属的鱼类，俗名卡氏后颔鱚。分布於印度-西太平洋區，由日本南部至印尼海域。臺灣東部、南部、小琉球及澎湖等海域均有紀錄。该物种的模式产地在新加坡。